# Distictella magnoliifolia
Distictella magnoliifolia är en katalpaväxtart som först beskrevs av Carl Sigismund Kunth, och fick sitt nu gällande namn av Noel Yvri Sandwith. Distictella magnoliifolia ingår i släktet Distictella och familjen katalpaväxter. Inga underarter finns listade i Catalogue of Life.